# Gert Helbemäe
Gert Helbemäe (* 28. Oktoberjul. / 10. November 1913greg. in Tallinn; † 15. Juli 1974 in London) war ein estnischer Schriftsteller. Er lebte ab 1947 im englischen Exil.

## Leben
Gert Helbemäe wurde als Gert Einborn in der estnischen Hauptstadt Tallinn geboren. 1933 schloss er dort das Französische Lyzeum ab.
Anschließend war Helbemäe bei der Zeitung Vaba Maa als Reporter beschäftigt, später bei den Zeitungen Roheline Post und Uudisleht.  Er schrieb zu dieser Zeit bereits erste belletristische Werke und historische Abhandlungen über Tallinn. Ab 1934 arbeitete er in der Musik- und Literaturredaktion des estnischen Rundfunks (Riigi Ringhääling).
Bei einem Hörspielwettbewerb des Estnischen Rundfunks 1939 belegten die von Helbemäe eingereichten Hörspiele Maria viiul und Augusta Carolina den ersten bzw. dritten Platz. Bis 1944 war Helbemäe als freier Mitarbeiter beim estnischen Radio beschäftigt. Einem größeren Publikum war er vor allem als Autor von Hörspielen bekannt.
1944 floh Helbemäe mit seiner Familie vor der (zweiten) sowjetischen Besetzung Estlands. Die Flucht führte ihn über Deutschland nach England, wo er sich 1947 niederließ. Er war ab Dezember 1947 als Redakteur der estnischen Exilzeitung Eesti Hääl beschäftigt. Helbemäe gründete in England das exilestnische P.E.N.-Zentrum.

## Literarisches Werk
Gert Helbemäe ist vor allem bekannt für seine etwa dreißig Hörspiele. Daneben schrieb er besonders während seiner Zeit im Exil zahlreiche Romane. Sein Werk beschäftigt sich häufig mit der Stadt Tallinn und der estnischen Geschichte vom Mittelalter bis zur Gegenwart. Meist steht, besonders in seiner späteren Prosa, das Schicksal der kleinen Leute im Mittelpunkt. Helbemäes Stil und Inhalte werden oft als „psychologischer Realismus“ charakterisiert.

## Werke (Auswahl)
- Tšaikovski Haapsalus (Hörspiel, 1939)
- Augusta Carolina (Hörspiel, 1939)
- Lumikellukeste sünd (Hörspiel, 1940)
- Võlutud pajupill (Drama, 1941)
- Vana Toomas (Erzählung, 1944)
- Vaikija (Novellen- und Legensammlung, 1947)
- Elamata elu (Roman, 1952)
- Kägu odraokkaga (Roman, 1953)
- Õekesed (Roman, 1955)
- Sellest mustast mungast (Roman in zwei Bänden, 1957/58)
- Ohvrilaev (Roman, 1960)
- Ainult ajutiseks (Roman, 1964)
- Minni ja Miku (Kinderbuch, 1968)
- Pagejad (Roman, 1971)
- Üleliigne inimene (Drama über das Schicksal von Juhan Liiv, 1972)
- Öö nõiapoes (Erzählungen, postum, 2002)

## Sekundärliteratur
- Arvo Mägi: Gert Helbemäe. Lund 1968